# Moraleja del Vino
Moraleja del Vino è un comune spagnolo di 1 254 abitanti situato nella comunità autonoma di Castiglia e León.